# چاوسر (دهانه)
چاوسر یک دهانه برخوردی در ماه‌ است.

## دهانه‌های اقماری
این دهانه ۲ دهانه اقماری دارد.
| Chaucer | عرض جغرافیایی | طول جغرافیایی | قطر          |
| ------- | ------------- | ------------- | ------------ |
| P       | ۱.۸° N        | ۱۴۱.۳° W      | ۱۳.۰ کیلومتر |
| B       | ۶.۵° N        | ۱۳۷.۴° W      | ۲۷.۰ کیلومتر |